# Peter Van den Eynden
 Peter Van den Eynden (3 juni 1967) is een Belgische voormalige atleet, die gespecialiseerd was in het kogelstoten. Hij veroverde een Belgische titel.

## Biografie
Van den Eynden werd in 1995 Belgisch kampioen kogelstoten. Hij was aangesloten bij Antwerp AC en AC Kapellen.
Hij was ook discuswerper met een persoonlijk record van 51,30 m.

## Belgische kampioenschappen
Outdoor
| Onderdeel   | Jaar |
| ----------- | ---- |
| kogelstoten | 1995 |

## Persoonlijk record
Outdoor
| Onderdeel    | Prestatie | Datum        | Plaats   |
| ------------ | --------- | ------------ | -------- |
| kogelstoten  | 16,54 m   | 16 juli 1995 | Oordegem |
| discuswerpen | 51,30 m   | 13 mei 1998  | Lebbeke  |

## Palmares
kogelstoten
- 1987:  BK AC - 15,86 m
- 1988:  BK AC - 15,32 m
- 1989:  BK indoor AC – 15,35 m
- 1992:  BK AC – 15,11 m
- 1993:  BK AC
- 1994:  BK AC – 15,80 m
- 1995:  BK AC – 16,54 m